# Fittipaldi F8D
Chronologie des modèles (1982)
Fittipaldi F8C Fittipaldi F9
La Fittipaldi F8D est la monoplace de Formule 1, conçue par l'ingénieur britannique Harvey Postlethwaite, engagée par l'écurie brésilienne Fittipaldi Automotive dans le cadre de dix manches lors du championnat du monde de Formule 1 1982. 
La monoplace, propulsée par un moteur V8 Ford-Cosworth DFV atmosphérique, est équipée de pneumatiques Pirelli. Elle est pilotée par le Brésilien Chico Serra. Elle est remplacée par la Fittipaldi F9 à partir du Grand Prix de Grande-Bretagne, même si cette dernière a été utilisée lors des essais du Grand Prix de France.

## Résultats en championnat du monde de Formule 1
| Saison | Écurie                | Moteur               | Pneus   | Pilotes     | Courses | Courses | Courses | Courses | Courses | Courses | Courses | Courses | Courses | Courses | Courses | Courses | Courses | Courses | Courses | Courses | Points inscrits | Classement |
| Saison | Écurie                | Moteur               | Pneus   | Pilotes     | 1       | 2       | 3       | 4       | 5       | 6       | 7       | 8       | 9       | 10      | 11      | 12      | 13      | 14      | 15      | 16      | Points inscrits | Classement |
| ------ | --------------------- | -------------------- | ------- | ----------- | ------- | ------- | ------- | ------- | ------- | ------- | ------- | ------- | ------- | ------- | ------- | ------- | ------- | ------- | ------- | ------- | --------------- | ---------- |
| 1982   | Fittipaldi Automotive | Ford Cosworth DFV V8 | Pirelli |             | AFS     | BRÉ     | EUO     | SMR     | BEL     | MON     | EUE     | CAN     | P-B     | GBR     | FRA     | ALL     | AUT     | SUI     | ITA     | LVE     | 1*              | 14e        |
| 1982   | Fittipaldi Automotive | Ford Cosworth DFV V8 | Pirelli | Chico Serra | 17e     | Abd.    | Nq      |         | 6e      | Npq.    | 11e     | Nq      | Abd.    | Abd.    | Nq      |         |         |         |         |         | 1*              | 14e        |

Légende : ici
* Aucun point marqué en 1982 avec la Fittipaldi F9.